# Varto
Varto (kurdisch und zazaisch Gımgım) ist eine Stadt und Hauptort des gleichnamigen Landkreis (İlçe) in der ostanatolischen Provinz Muş.

## Geographie

### Stadt
Varto liegt zwischen Erzurum und Muş etwa 80 km südlich von Erzurum zwischen den Bingöl- und den Şerafettinbergen. Bis zur Provinzhauptstadt Muş sind es 56 Straßenkilometer in nördlicher Richtung. Varto wurde 1929 in den Rang einer Gemeinde (Belediye) erhoben.
Varto liegt in einem für die Gegend typischen wald- und wiesenreichen Tal. Die Bevölkerung ist hauptsächlich in der Landwirtschaft beschäftigt. Die Tänze Çepki, Yare und Memyani kommen ursprünglich aus Varto.

### Landkreis
Der Landkreis Varto liegt im Norden der Provinz. Er grenzt an den zentralen Landkreis (Merkez) im Süden und den Landkreis Bulanik im Osten. Des Weiteren bilden die Provinzen Erzurum im Norden und Bingöl im Westen die Grenze. Die Sommer im Kreis sind trocken und heiß, die Winter kalt und schneereich. In der Provinz gibt es drei hohe Berge namens Bingöl, Şerafettin und Hanşeref. Am Hanşeref liegt ein Kratersee namens Hamurpet (Akdoğan-See). Die Flüsse heißen Seferek, Bingöl und Goşgar.
Der Kreis wird von der Fernstraße D955 durchquert, an der auch die Kreisstadt liegt.
Kurdisch und Zazaisch sind in diesem Gebiet weit verbreitete Sprachen. Früher wurde in dieser Region auch Armenisch gesprochen. Ein Teil der Zaza-Sprachigen sind Einwanderer aus Erzincan.
Der Landkreis besteht neben der Kreisstadt mit einem reichlichen Drittel der Kreisbevölkerung (2020: 34,2 %) noch aus 93 Dörfern (Köy) mit durchschnittlich 221 Bewohnern. Die größten Dörfer sind Karameşe (989), Çayçatı (969), Haksever (910), Kaynarca (866) und Leylek (806 Einw.). Weitere 27 Dörfer haben mehr Einwohner als der Durchschnitt. Das mit 14 Einwohnern kleinste Dorf Gelintaşı ist zugleich auch das kleinste der gesamten Provinz. Die Dörfer Baltas und Acarkent sind die wasserreichsten Dörfer.
Die Bevölkerungsdichte des Kreises (23,7) liegt bei der Hälfte des Provinzwertes (47,5 Einw. je km²).

## Etymologie
- Der Name Varto stammt wohl vom armenischen Personennamen Vartan (Վարդան). Westarmenisch Vart (վարդ) oder ostarmenisch Vard bedeutet Rose und ist eines der vielen parthischen Lehnwörter im Armenischen. Es ist auch ins Arabische entlehnt worden ('ward ورد').
- Einige Quellen gehen davon aus, dass das Wort Varto von dem Wort Urartu abstammt.
- Wiederum andere Quellen sagen, dass diese Region den Namen Varto erhielt, weil diese eine beachtliche Trappen-Population beherbergte. Diese Trappen-Vögel (türk.: toy) waren begehrte Jagdbeute der Seldschuken-Fürsten, die regelmäßig in dieser Region Vogeljagd betrieben und vergnügt „Es gibt Trappen!“ (türk.: „Toy Var!“) ausriefen. Vartoy soll sich im Lauf der Jahre im Volksmund zu Varto entwickelt haben.

Gümgüm (kurdisch Gimgim) ist einer der ältesten Namen für die Stadt und den Landkreis. Es gibt unterschiedliche Theorien über die Herkunft des Namens Gimgim.
- Einigen Quellen zufolge soll Goskar Baba, Häuptling der Aq Qoyunlu, mit dem Einzug der Oghusen in diese Region im Jahr 786 dieses Gebiet Gimgim genannt haben.
- Andere Quellen behaupten, dass Gimgim an jenes Geräusch erinnert, welches durch Trommelschläge entsteht. Diese Trommeln wurden anlässlich der Grabbesuche (Pilgerreisen) von Goskar Baba in den 3000 m hohen Bingöl-Bergen geschlagen.
- Eine andere Vermutung ist die, dass die ehemaligen Vulkane südlich von Varto wegen ihrer Eruptionsgeräusche für den Namen Gimgim verantwortlich sind.

## Geschichte
Die meisten Quellen gehen davon aus, dass die Geschichte Vartos mit den Urartäern beginnt. Bei archäologischen Ausgrabungen in Kayalıdere wurde eine urartäische Festung mit Tempel gefunden. Nach den Urartäern lösten sich die Meder, Perser, Parther, Römer und die Byzantiner in dieser Region ab.
Mit der Schlacht bei Manzikert fiel diese Region unter die Herrschaft der Seldschuken. Später stellten die Stämme der Qara Qoyunlu (Horde der Schwarzen Hammel) und der Aq Qoyunlu (Horde der Weißen Hammel) Herrschaftsansprüche über diese Region. Mit der Schlacht bei Tschaldiran im Jahr 1514 fiel Varto unter die Verwaltung der Osmanen. 1915 wurden die einst in Varto zahlreich lebenden Armenier Opfer von Deportationen und Massakern oder sie flohen. Mit der Gründung der türkischen Republik 1923 erhielt Varto mit der Zustimmung des Innenministers und des Parlaments seinen offiziellen Namen und seinen Status als Landkreis.

## Politik
Bei den Kommunalwahlen 2014 wurden Sabite Ekinci und Hüseyin Güneş mit 64 % der Stimmen zu Co-Bürgermeistern gewählt. Am 4. November 2016 wurde Ekinci in polizeiliches Gewahrsam genommen und am 10. November wegen Verdachts auf Terrorvergehen angeklagt und ins E-Type-Gefängnis in Muş verlegt. Darauf wurde Mehmet Nuri Çetin zum Zwangsverwalter von Varto ernannt.

## Persönlichkeiten
- Şerafettin Kaya (1929–2022), kurdischer Rechtsanwalt, Lehrer und Menschenrechtler
- Nilüfer Akbal (* 1969), Sängerin
- Hêlîn Evrim Sommer geb. Baba (* 1971), deutsche Politikerin (PDS, Die Linke, parteilos)
- Cibranlı Halit Bey Kurdischer Soldat im osmanischen Reich und Führer der Azadî